# First National Bank Building (Pittsburgh)
El First National Bank Building fue un edificio de gran altura construido en 1909 en Pittsburgh, Pensilvania (Estados Unidos). En 1912 el edificio se amplió a 26 pisos y 118 m, lo que lo convirtió en el rascacielos más alto de la ciudad en ese momento. Los inquilinos se mudaron el 1 de abril de 1912 y se anunció de manera destacada la protección contra incendios del edificio. Fue diseñado por el estudio de arquitectura D. H. Burnham & Company.

## Demolición
El Banco Nacional de Pittsburgh (sucesor del First National Bank/Peoples First National Bank & Trust) decidió construir un nuevo edificio en el sitio a fines de la década de 1960. Se les dijo a los inquilinos que abandonaran el edificio antes del 30 de abril de 1968.
El trabajo comenzó para demoler la estructura a fines de 1968. La estructura fue completamente demolida en 1969 para dar paso a One PNC Plaza.

## Galería

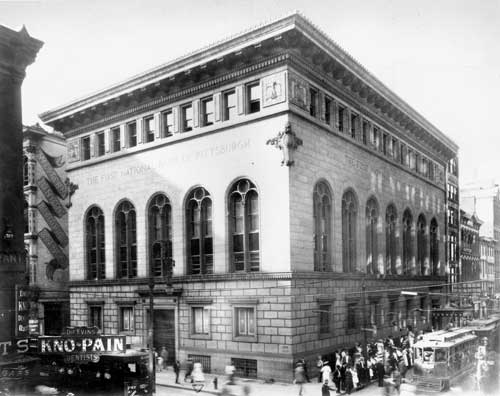
El primer National Bank Building, en 1909